# Jean-Luc Benoziglio
Jean-Luc Benoziglio (* 19. November 1941 in Monthey; † 5. Dezember 2013 in Paris) war ein französischsprachiger Schweizer Schriftsteller und Verlagslektor.

## Leben
Jean-Luc Benoziglio studierte an der Universität Lausanne Rechtswissenschaft und Politologie. Seit 1967 lebte er in Paris. Er debütierte 1972 mit dem Roman Quelqu'un bis est mort. Danach sind in regelmässigen Abständen über ein Dutzend Romane entstanden.
Darüber hinaus hat Benoziglio Auswahlbände mit Briefen von George Sand, Madame de Staël und Madame de Sévigné herausgegeben.
Zu den Merkmalen von Benoziglios Werk gehören schwarzer Humor und Einflüsse des Nouveau Roman und von Oulipo.
Sein Nachlass befindet sich im Schweizerischen Literaturarchiv in Bern.

## Werke
- Quelqu’un bis est mort. Seuil, Paris 1972
Neuausgabe: Seuil, Paris 1993, ISBN 2-02-019984-X
- Le Midship, Seuil, Paris 1973
- La Boîte noire, Seuil, Paris 1974
Neuausgabe: Seuil, Paris 1992, ISBN 2-02-016485-X
- Béno s’en va-t-en guerre, Seuil, Paris 1976, ISBN 2-02-004461-7
Neuausgabe: Seuil, Paris 1988, ISBN 2-02-010194-7
- L’Ecrivain fantôme, Seuil, Paris 1978, ISBN 2-02-004929-5
- Cabinet portrait, Seuil, Paris 1980, deutsch von Claus Sprick: Porträt-Sitzung, Benziger, Zürich 1990, ISBN 3-545-36483-6
Neuausgabe: Rowohlt, Reinbek 1994, ISBN 3-499-13083-1
- Le jour où naquit Kary Karinaky, Seuil, Paris 1986, deutsch von Michael Mosblech: Der Tag, an dem Kary Karinaky auf die Welt kam, Rowohlt Verlag, Reinbek 1993, ISBN 3-498-00536-7 ()
- Tableaux d'une ex, Seuil, Paris 1989, deutsch von Claus Sprick: Bilder einer Ex, Rowohlt, Reinbek 1993, ISBN 3-499-12824-1
- Peinture au pistolet, Seuil, Paris 1993, deutsch von Michael Mosblech: Stilleben mit Pistole, Rowohlt, Reinbek, 1998, ISBN 3-498-00576-6
- Le Feu au lac, Seuil, Paris 1998, ISBN 2-02-032444-X, deutsch von Gabriela Zehnder: Das Losungswort, verlag die brotsuppe, Biel 2011, ISBN 978-3-905689-37-2
- La Pyramide ronde. Seuil, Paris 2001, ISBN 2-02-049910-X
- La Voix des mauvais jours et des chagrins rentrés. Seuil, Paris 2004, ISBN 2-02-063094-X
- Louis Capet, suite et fin, Seuil, Paris 2005, deutsch von Gabriela Zehnder: Louis Capet, Fortsetzung und Schluss. Die Brotsuppe, Biel 2007, ISBN 978-3-905689-15-0

## Auszeichnungen
- 1973 Prix Paul-Flat für Quelqu’un bis est mort
- 1980 Prix Médicis für Cabinet-portrait
- 1986 Prix Jacques Audiberti für Le jour où naquit Kary Karinaky
- 1989 Prix Passion für Tableaux d’une ex
- 1998 Prix Lipp-Genève für Le feu au lac
- 1998 Gesamtwerkspreis der Schweizerischen Schillerstiftung
- 2005 Prix Michel Dentan für Louis Capet, suite et fin
- 2006 Prix des Auditeurs de la Radio Suisse Romande für Louis Capet, suite et fin
- 2010 Grand Prix C.-F. Ramuz für das Gesamtwerk